# Pilea diversifolia
Pilea diversifolia är en nässelväxtart som beskrevs av Hugh Algernon Weddell. Pilea diversifolia ingår i släktet pileor, och familjen nässelväxter. Inga underarter finns listade i Catalogue of Life. Artens utbredningsområde är Sydamerika.